# Habronattus sugillatus
Habronattus sugillatus är en spindelart som beskrevs av Griswold 1987. Habronattus sugillatus ingår i släktet Habronattus och familjen hoppspindlar. Inga underarter finns listade i Catalogue of Life.